# 鄭綏
鄭綏（越南语：／；？—1524年）是越南後黎朝時期的一位將領。
鄭綏是後黎朝開國功臣鄭克復的後裔，封永興侯，是鄭惟㦃、鄭惟岱的姪輩。1516年，陳暠造反，攻破東都昇龍。平富侯阮文慮、永興侯鄭綏率水步兵並進，攻打東都。陳暠被逐出東都之後，鄭綏的勢力開始抬頭，與安和侯阮弘裕一起執掌朝政。
鄭綏屯兵於大羅城外，阮弘裕屯兵於東河坊，不久，兩人便產生嫌隙。阮文慮告發鄭綏與鄭惟岱謀反，黎昭宗便誅殺鄭惟岱。阮弘裕與鄭綏在東都大戰，鄭綏逃往西都清化。鐵山伯陳真得知鄭綏被逐，率兵攻打阮弘裕，將阮弘裕逐出東都，自己執掌朝政。
1518年，陳真因為弄權，被黎昭宗殺死。其餘黨作亂，黎昭宗召武川伯莫登庸入京平叛。但隨後莫登庸也開始弄權。黎昭宗不能忍耐，便與西都的鄭綏秘密聯絡。1522年，黎昭宗逃往山西明義縣的夢山，召各地豪傑響應。昭宗三四次召鄭綏前來接駕，但鄭綏都不來。昭宗便聽信了宦官范田的讒言，將鄭綏的部將阮伯紀處死。鄭綏大怒，發兵將黎昭宗劫持到西都。
1523年，莫登庸遙廢昭宗為陀陽王，派山東侯莫厥、瓊溪侯武護、陽川侯武如桂等攻打西都，大破鄭綏，翌年，將其殺死。1525年，徹底平定鄭綏餘黨。